# Banjar (Indonesia)
Banjar è una città (kota) dell'Indonesia, nella provincia di Giava Occidentale.